# N851 (België)
De N851 is een gewestweg in de Belgische provincie Luxemburg. Deze weg vormt de verbinding tussen de N875 en de N82 in de gemeente Virton.
De totale lengte van de N851 bedraagt iets meer dan een kilometer.